# Тротиловий еквівалент
Тротиловий еквівалент (англ. TNT equivalent) — міра енерговиділення високоенергетичних подій, виражена в кількості тринітротолуолу (ТНТ), що вивільняє під час вибуху таку ж кількість енергії.

## Похідні величини
Питома енергія вибухового розкладання тринітротолуолу залежно від умов проведення вибуху варіює в діапазоні 980—1100 кал/г. Для порівняння різних видів вибухових речовин умовно прийняті значення 1000 кал/г або 4184 Дж/г.
1 грам тринітротолуолу (1 г ТНТ) виділяє 1000 термохімічних калорій, або 4,184·103 джоулів;
Таблиця 1
| Грам ТНТ       | Символ | Тонн ТНТ         | Символ | Енергія (Дж)                  | Енергія (кВт·год) |
| -------------- | ------ | ---------------- | ------ | ----------------------------- | ----------------- |
| 1 грам ТНТ     | г      | 1 мікротонна ТНТ | мкт    | 4,184 × 103 Дж або 4,184 кДж  | 1,162 Вт·год      |
| 1 кілограм ТНТ | кг     | 1 мілітонна ТНТ  | мт     | 4,184 × 106 Дж або 4,184 МДж  | 1,162 кВт·год     |
| 1 мегаграм ТНТ | Мг     | 1 тонна ТНТ      | т      | 4,184 × 109 Дж або 4,184 ГДж  | 1,162 МВт·год     |
| 1 гігаграм ТНТ | Гг     | 1 кілотонна ТНТ  | кт     | 4,184 × 1012 Дж або 4,184 ТДж | 1,162 ГВт·год     |
| 1 тераграм ТНТ | Тг     | 1 мегатонна ТНТ  | Мт     | 4,184 × 1015 Дж або 4,184 ПДж | 1,162 ТВт·год     |
| 1 петаграм ТНТ | Пг     | 1 гігатонна ТНТ  | Гт     | 4,184 × 1018 Дж або 4,184 ЕДж | 1,162 ПВт·год     |

Ці одиниці використовуються для оцінки енергії, що виділяється при ядерних вибухах, підривах хімічних вибухових пристроїв, падінні астероїдів і комет, вибухів вулканів.
Так, енергія вибуху ядерної бомби «Малюк» над Хіросімою 6 серпня 1945 року за різними оцінками становить від 13 до 18 кт ТНТ, що відповідає повній конверсії в енергію приблизно 0,7 г маси (E = mc² = 0,0007 · (3 · 108) 2).
Для порівняння, загальносвітове споживання електроенергії за 2005 рік (5 × 1020 Дж) дорівнює 120 Гт ТНТ, або в середньому 3,8 кт на секунду.
Еквівалент 1 кілотонни тротилу можна візуалізувати як куб тротилу з розміром сторони 8,46 метра.

## Конвертація в інші одиниці
1 кг еквівалента ТНТ рівняється приблизно:
- 1,0 × 106 калорій
- 4,184 × 106 Дж
- 3,96831 × 103 BTU
- 1,162 кВт·год

## Коефіцієнт відносної ефективності
Тротиловий еквівалент вибухових речовин являє собою коефіцієнт відносної ефективності (коефіцієнт ВЕ), який пов'язує потужність вибухової речовини з потужністю тринітротолуолу (ТНТ) в одиницях еквівалента ТНТ (ТНТ/кг). Коефіцієнт ВЕ — відносна маса тринітротолуолу, якому вибухова речовина еквівалентна: чим більше ВЕ, тим потужніша вибухівка.
Це дозволяє інженерам визначати належну масу різних вибухових речовин при застосуванні вибухових формул, розроблених спеціально для тринітротолуолу. Однак обчислити єдиний коефіцієнт ВЕ для вибухової речовини неможливо. Це залежить від конкретного випадку чи використання. Таблицю нижче слід сприймати як приклад приблизних значень, а не як точне джерело даних.
Таблиця 2. Деякі приклади коефіцієнта відносної ефективності (ВЕ)
| № за/п. | Вибухова речовина                           | Щільність (г/мл) | Швидкість детонації м/с | Коефіцієнт відносної ефективності, ВЕ |
| ------- | ------------------------------------------- | ---------------- | ----------------------- | ------------------------------------- |
| 1       | Октанітрокубан                              | 1,95             | 10100                   | 2,38                                  |
| 2       | Гексанитробензол                            | 1,97             | 9400                    | 1,85                                  |
| 3       | Октоген                                     | 1,86             | 9100                    | 1,70                                  |
| 4       | Тетранітропентаеритрит                      | 1,77             | 8400                    | 1,66                                  |
| 5       | Етиленглікольдинітрат                       | 1,49             | 8300                    | 1,66                                  |
| 6       | Нітротріазолон                              | 1,87             | 8120                    | 1,60                                  |
| 7       | Вибухова желатина                           | 1,60             | 7970                    | 1,60                                  |
| 8       | Hexal (76 % Гексоген + 20 % Al + 4 % воску) | 1,79             | 7640                    | 1,35                                  |
| 9       | Тринітротолуол                              | 1,60             | 6900                    | 1,00                                  |
| 10      | Нітрометан                                  | 1,16             | 5360                    | 0,87                                  |
| 11      | Перекис ацетону                             | 1,18             | 5300                    | 0,80                                  |
| 12      | Фульмінат ртуті                             | 4.42             | 4250                    | 0.51                                  |

Гіпотетичний алотроп азоту октаазакубан має прогнозоване значення швидкості детонації 15 км/с та відносну ефективність >5.